# ケソン・アベニュー駅
ケソン・アベニュー駅（ケソン・アベニューえき、英語: Quezon Avenue Station）は、フィリピン・マニラ首都圏のケソン市にあるマニラMRT3号線の駅。駅名は近くを通るケソン・アベニューに由来している。

## 歴史
- 1999年12月15日：開業。

## 駅構造
島式ホーム1面2線を有する高架駅である。

## 駅周辺
- ABS-CBNの本社
- ケソン・メモリアルサークル
- イートンセントリス(Eton Centris)・シッピングセンター
- バーティスノース(Vertis North)